# Gabriel Iancu
Gabriel Cristian Iancu (* 15. April 1994 in Bukarest) ist ein rumänischer Fußballspieler, der aktuell bei Achmat Grosny unter Vertrag steht.

## Karriere
Iancu besuchte von 2010 bis 2011 die Fußballschule von Gheorghe Hagi, ehe er zu dem daraus hervorgegangenen Klub FC Viitorul Constanța wechselte. Mit Viitorul stieg er im ersten Jahr in die Liga 1 auf. Dort gehörte er zu den Stammkräften im Klub, bevor ihn in der Winterpause 2012/13 Rekordmeister Steaua Bukarest unter Vertrag nahm. Dort steuerte er neun Einsätze und zwei Tore zum Gewinn seiner ersten Meisterschaft bei. Auch in der Spielzeit 2013/14 kam er in etwa der Hälfte der Spiele zum Einsatz und konnte den Titelgewinn wiederholen.
Zur Saison 2015/16 wurde er gemeinsam mit seinem Teamkollegen Ionuț Neagu an den türkischen Zweitligisten Kardemir Karabükspor ausgeliehen.
Im Sommer 2016 wechselte er zum FC Viitorul Constanța. Im September 2017 schloss er sich dem polnischen Klub Bruk-Bet Termalica Nieciecza an. Über den FC Voluntari, wo er lediglich ein Spiel absolvierte und dem FC Dunărea Călărași kehrte er 2019 zu Viitorul Constanța zurück. Dort wurde er in der Saison 2019/20 Torschützenkönig. Danach folgte ein Wechsel zu FC Viitorul Constanța und 2021 schließlich ein Wechsel zu Achmat Grosny.

## Erfolge

### Verein
Steaua Bukarest
- Rumänischer Meister: 2014, 2015
- Rumänischer Supercupsieger: 2013
- Rumänischer Ligapokal: 2015
- Rumänischer Pokalsieger: 2015

Kardemir Karabükspor
- Vizemeister der TFF 1. Lig und Aufstieg in die Süper Lig: 2015/16

Viitorul Constanța
- Rumänischer Meister: 2017
- Torschützenkönig 2020